# Делмас
Делмас (Delmas) — административный центр местного муниципалитета Делмас в районе Нкангала провинции Мпумаланга (ЮАР).

## История
Город был заложен в 1907 году на месте фермы Витклип, которой владел француз Франк Дюма. Франк Дюма решил назвать город «Де ла Мас» («Маленькой фермы»), что впоследствии трансформировалось в «Делмас».